# Serro
Serro es un municipio brasileño del estado de Minas Gerais. 

## Demografía
Su población estimada en 2019 fue de 20.966 (veinte mil novecientos sesenta y seis) habitantes.

## Geografía
Situado en el centro-noreste de Minas Gerais, en la región central de Serra do Espinhaço, Serro está a 325 kilómetros de Belo Horizonte. Forma parte del Camino del Diamante y del Camino Real, patrimonio de las minas que atrajo a los bandeirantes de São Paulo y del Nordeste en el siglo XVIII. Además de las bellezas naturales y las minas, el Serro tiene un rico patrimonio histórico y cultural y produce el famoso Queijo do Serro, una de las variedades más conocidas de queso de Minas Gerais, y su receta incluso se convirtió en patrimonio cultural inmaterial del estado de Minas Gerais en 2002.